# Tapia de Casariego
Tapia de Casariego – gmina w Hiszpanii, w prowincji Asturia, w Asturii, o powierzchni 65,99 km². W 2011 roku gmina liczyła 4002 mieszkańców.